# René Verheyen
René Verheyen (* 20. března 1952, Beerse) je bývalý belgický fotbalista. Nastupoval především na postu záložníka. S belgickou reprezentací získal stříbrnou medaili na mistrovství Evropy v roce 1980, nastoupil ve dvou belgických zápasech na turnaji. Zúčastnil se také mistrovství světa v roce 1982, kde Belgie skončila na 4. místě, zde sehrál jedno utkání. Hrál i na mistrovství Evropy v roce 1984, kde si připsal jeden start. Za národní tým nastupoval v letech 1976–1984 a odehrál za něj 24 utkání, v nichž vstřelil tři góly. Na klubové úrovni hrál za KSC Lokeren (1974–1983), Bruggy (1983–1987) a KAA Gent (1987–1988). S Bruggami jednou triumfoval v belgickém poháru (1985–86). Po skončení hráčské kariéry se stal trenérem.